# Comuna Greve
Greve (Greve Kommune) este o comună din regiunea Sjælland, Danemarca, cu o suprafață totală de 60,31 km².